# Сага о савезништву
Сага о савезништву (исл. Bandamanna saga) једна је од средњовековник исландских сага из Сага о Исланђанима. Једина је сага из циклуса чија радња се у потпуности фокусира на период након прихватања хришћанства као религије на Исланду, што се десило око 1000. године. Као и све саге из овог циклуса, и Сага о савезништву се бави друштвеним односима на Исланду током средњег века и формирања првих организованих друштвених заједница на острву. 
Постоје две верзије ове саге (једна из периода око 1340, а друга из средине XV века) и нејасно је да ли су обе верзије настале паралелно, или је током времена дошло до одређених измена у првобитној верзији. Такође је непознате да ли је сага пре записивања била усмено преношена с колена на колено, или се први пут појавила у моменту записивања. Такође је непознат тачан датум настанка и он варира на период од 1200. до 1340. године. Има 12 поглавља.